# علم النفس السلامي
علم النفس السلامي هو فرع عن علم النفس ودراسات السلام، يبحث في الجوانب النفسية للسلام والصراع والعنف والحرب. يقوم علم النفس السلامي على أربعة أركان متّصلة: (1) البحث العلمي، و(2) التعليم، و(3) الممارسة، و(4) المناصرة. الركن الأول، وهو البحث العلمي، وهو فحوى هذه المقالة.
تقوم الأنشطة السلامية النفسية على نظريّات وأساليب في علم النفس، وترتبط معياريًّا أدواتها وأهدافها بتحقيق سلام مستدام باستخدام أدوات لا عنفيّة (ما أمكن). يعرَّف السلام والعنف عادةً بمفاهيم جوهان غالتنغ الموسعة، فالسلام ليس مجرد غياب العنف الشخصي المباشر والحرب (السلام السلبي)، بل هو أيضا غياب العنف الثقافي البنيوي (السلام الإيجابي). يمكن فهم السلام المثالي على أنه التطبيق الشامل لحقوق الإنسان (المدنية والسياسية والاقتصادية والاجتماعية والثقافية)، سيضمن هذا تلبية الحاجات الإنسانية الأساسية، كالهوية الفردية والمجتمعية الإيجابية، والشعور بالسيطرة والأمان والعدالة الاجتماعية والرفاه والبيئة الآمنة والوصول إلى الغذاء الكافي وتأمين المأوى.
من المنظمات التي تهتم بعلم النفس السلامي مثلًا: في الولايات المتحدة مجتمع دراسات السلام والصراع والعنف (قسم علم النفس السلامي [القسم 48] التابع لجمعية علم النفس الأمريكية) ومنظمة علماء نفس من أجل المسؤولية الاجتماعية، وهي منظمة غير حكومية مقرها في واشنطن. في ألمانيا منتدى فرايدنسايكولوجي وفي جمعية علم النفس الأسترالية مجموعة تدعى علماء نفس من أجل السلام. على المستوى العالمي لدينا لجنة الدراسات النفسية السلامية، والشبكة العالمية لعلماء النفس من أجل المسؤولية الاجتماعية، وهي شبكة تربط المنظمات من البلدان المختلفة، من هذه البلدان: ألمانيا وفنلندا والولايات المتحدة وأستراليا وكوستاريكا والهند وإيطاليا.

## البحث العلمي
يمكن أن يكون البحث العلمي النفسي السلامي تحليليًّا (بحثًا عن السلام) أو معياريًّا (بحثًا من أجل السلام). وبصرف النظر عن توجهه التحليلي أو السلامي، يتعامل البحث العلمي في علم النفس السلامي أوّلًا مع الجوانب النفسية لتشكيل الصراعات وتصعيدها والحد منها وحلّها، ومع الظروف النفسية التي تؤدي إلى السلام المستدام أو تحدده، ومع الآثار الاجتماعية النفسية للحرب والعنف. لكل حالة من هذه الحالات مستواها الخاص من التحليل والتفسير، من مستوى الأفراد إلى الجماعات والمنظمات المجتمعية والمؤسسات التعليمية والدولة وأنظمة الدول (كالاتحاد الأوربي) والأحلاف العسكرية (كحلف الناتو) وأنظمة الأمن الجماعية (كالأمم المتحدة ومنظمة الأمن والتعاون في أوروبا).

### تشكيل الصراع وتصعيده
يركّز علم النفس السلامي على الجوانب النفسية لتشكيل الصراعات وتصعيدها والحد منها وحلها. ينشأ الصراع عندما يرى أحد طرفيه أو كلاهما أن توقعاتهما أو رغباتهما أو احتياجاتهما أو أفعالهما متناقضة. يركّز علم النفس السلامي في المقام الأول على الصراعات بين المجموعات في المجتمع (كالصراعات بين الطوائف أو الأحلاف أو الأديان أو الدول)، عندما تكون هذه الصراعات هادفة إلى القوة أو الثروة أو المواد الأولية والأسواق أو القِيَم الدينية أو الثقافية أو الشرف أو الكرامة أو التقدير. يجب في الصراعات أن نفرّق بين المواقف العلنية (من مثل «نحن لا نتفاوض مع الجهة الفلانية») والرغبات الخفية (كالقوة أو مجالات النفوذ والثروة) وكذلك بين المحفزات الحالية (كالعنف في مظاهرة سياسية) والأسباب النظامية البنيوية المستمرة (كغياب المشاركة السياسية لمجموعة ما أو عجزها عن الحصول على عمل). ومع أن الصراعات لا يمكن تجنبها وقد تقود إلى تغيير إيجابي عندما تُعامَل بطريقة بناءة، فإن منع تصعيد الصراعات وحوادث العنف شيء ممكن. تؤثّر العمليات السايكولوجية لمعالجة المعلومات (الانتباه والتصوّر والتذكّر والتفكّر والحكم) والعاطفة والتحفيز على كيفية التعامل مع الصراع، لا سيما إذا صُعّدت الصراعات إلى أحداث عنف. من العوامل المهمة اختلاف وجهات النظر عن الصراع بين طرفيه، كأن ينظر الخصم إلى فعل خصمه القائم على نية حسنة على أنه عدواني؛ فيزيد في التصعيد. يمكن تصعيد الصراعات بسهولة. ويمكن أن تنشأ دورة عنف يشترك فيها الطرفان، ويمكن أن تصبح الفريسة السابقة مفترسة، دون أن تدرك ذلك (وهو ما يسمى خرافة الضحية).
من الأشياء التي تزيد الصراع حدة تكوين صورة عن العدو، والحرب النفسية والبروباغندا التي تنشرها وسائل الإعلام والنُّخَب السياسية وأنظمة التعليم والمجتمع والرموز الثقافية وغيرها. وقد تكون صورة العدو هذه في صلبها حقيقية، ولكنها تبالغ في وصف الجوانب السلبية للعدو. من العناصر الأساسية لصورة العدو القوية: (1) الحطّ من العدو (عدواني، غير أخلاقي، ولكن منحط في الوقت نفسه)، و(2) لوم طرف واحد على الأحداث السلبية، و(3) اختلاف الحكم على الفعل إذا كان فاعله صديقًا لا عدوًا (الكيل بمكيالين، أو ازدواجية المعايير، مثل «بناء جيشنا من أجل الدفاع عن النفس، ولكن بناء العدو جيشَه عدوان»). هذه البنى تؤدي إلى سلب العدو إنسانيته، ثم عد تطبيق المعايير الأخلاقية في التعامل معه. في الحالات المتطرفة تصبح معاناة العدو أو قتله شيئًا مقبولًا، أو حتّى مرغوبًا. إن الوظيفة الأساسية لتشكيل صورة العدو هي تبرير التسلح والعنف والحرب. وهي فوق ذلك تعزز صورة الذات الفردية والجمعية.
تتضمن الحرب النفسية أساليب توليد دعم السكان المدنيين والجيش لشنّ الحرب، أو تقوية هذا الدعم. من هذه الأساليب التضليل باستعمال الإعلام (البروباغندا الحربية)، والتخريب والتهجير والقتل والإرهاب. تتألف البروباغندا الحربية من استراتيجيتين متكاملتين: (1) تكرير المعلومات التي تعزز صورة العدو وتخيف الناس منه والتركيز عليها وزخرفتها وذكرها بالتفاصيل، و(2) تجاهل المعلومات التي تقود إلى تخفيض الصراع أو الحطّ من قيمتها. بالإضافة إلى هذا، قد يُستفز السلوك السلبي للخصم (من خلال المناورات على الحدود مثلًا) أو تُلفَّق التهم للعدو بأنه اقترف أعمالًا شنيعة (كشهادة نيرة).

### آثار الحرب والعنف
يدرس علم النفس السلامي الحرب والعنف بين المجموعات أيضًا بهدف إيضاح التكاليف النفسية والاجتماعية للحرب والعنف ولتوثيق المعاناة الإنسانية الناجمة. من الآثار النفسية: الصدمات النفسية (بين السكان المدنيين، ولكن قد تصيب العساكر أيضًا) والأذى الذهني أو العاطفي، وتدمير علاقات اجتماعية وثيقة. لا تحل الحروب عادةً المشكلات المخفية، بل تشعل حروبًا وأحداث عنف جديدة. يُلاحظ مثلا في المجتمعات التي انتهت الحرب فيها زيادة مستوى العنف الأسري والمجتمعي. وتفقد فوق هذا الموارد اللازمة للتعامل مع المشكلات المدنية (كالتعليم والصحة والرفاه الاجتماعي). لم يزل البحث قائمًا عن آثار الحرب وعواقبها.